# Промислове містечко Каве
Промислове містечко Каве (перс. شهرصنعتي كاوه) — село в Ірані, у дегестані Таразнагід, у Центральному бахші, шагрестані Саве остану Марказі. За даними перепису 2006 року, його населення становило 2554 особи, що проживали у складі 773 сімей.